# Bernd Korzynietz
Bernd Korzynietz est un footballeur allemand né le 8 septembre 1979 à Wurtzbourg.

## Carrière
- 1999-2005 : Borussia Mönchengladbach  Allemagne
- 2005-2008 : Arminia Bielefeld  Allemagne
- 2008-2009 : VfL Wolfsburg  Allemagne
- 2009- : MSV Duisbourg  Allemagne